# الجاوزة (يريم)

تعديل مصدري - تعديل

الجاوزة محلة تابعة لقرية العدوف، التابعة لعزلة بني عمر بمديرية يريم إحدى مديريات محافظة إب في الجمهورية اليمنية.، بلغ تعداد سكانها 27 حسب تعداد اليمن لعام 2004.